# 蝴蝶廣場

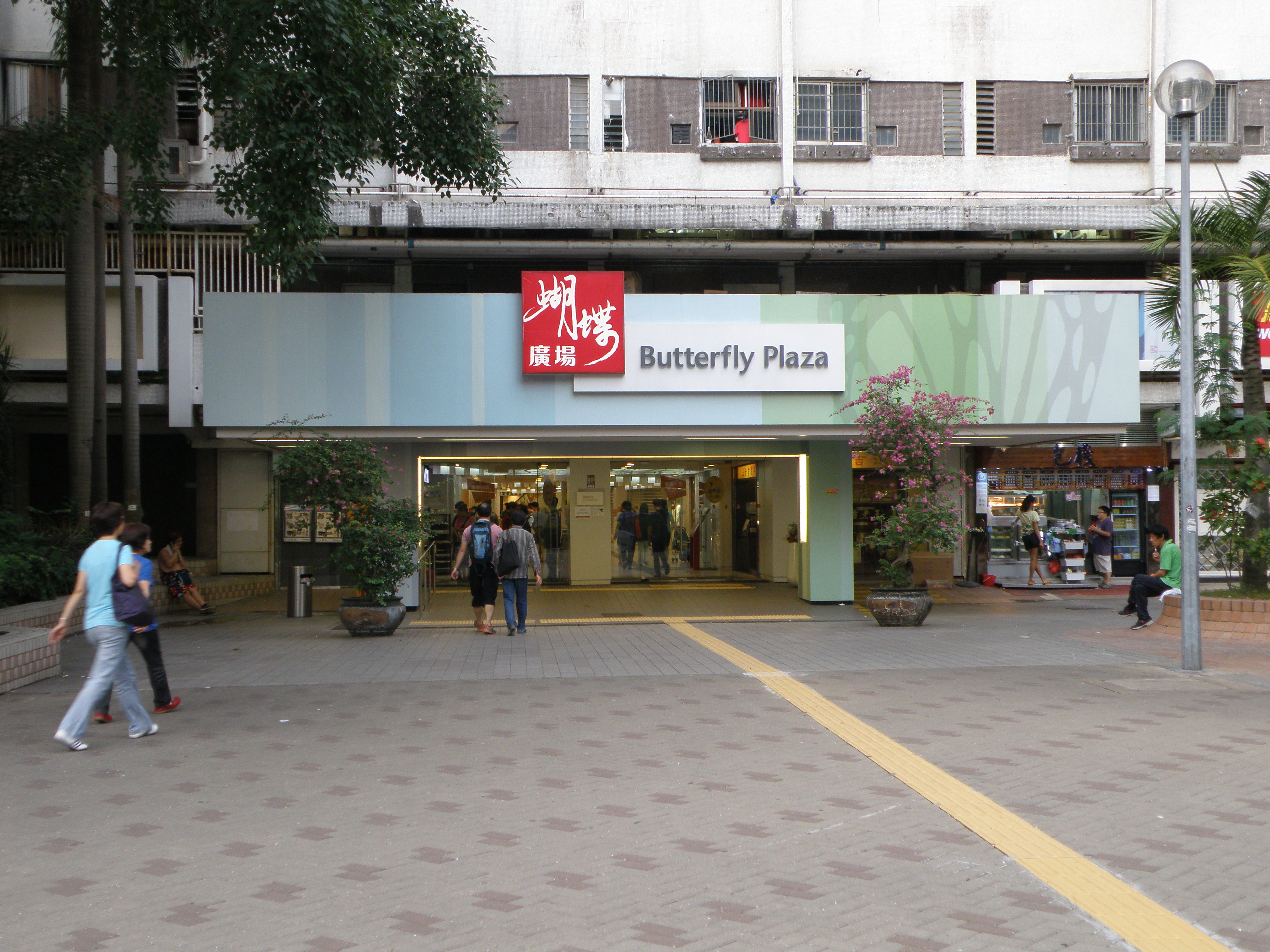
蝴蝶廣場外貌

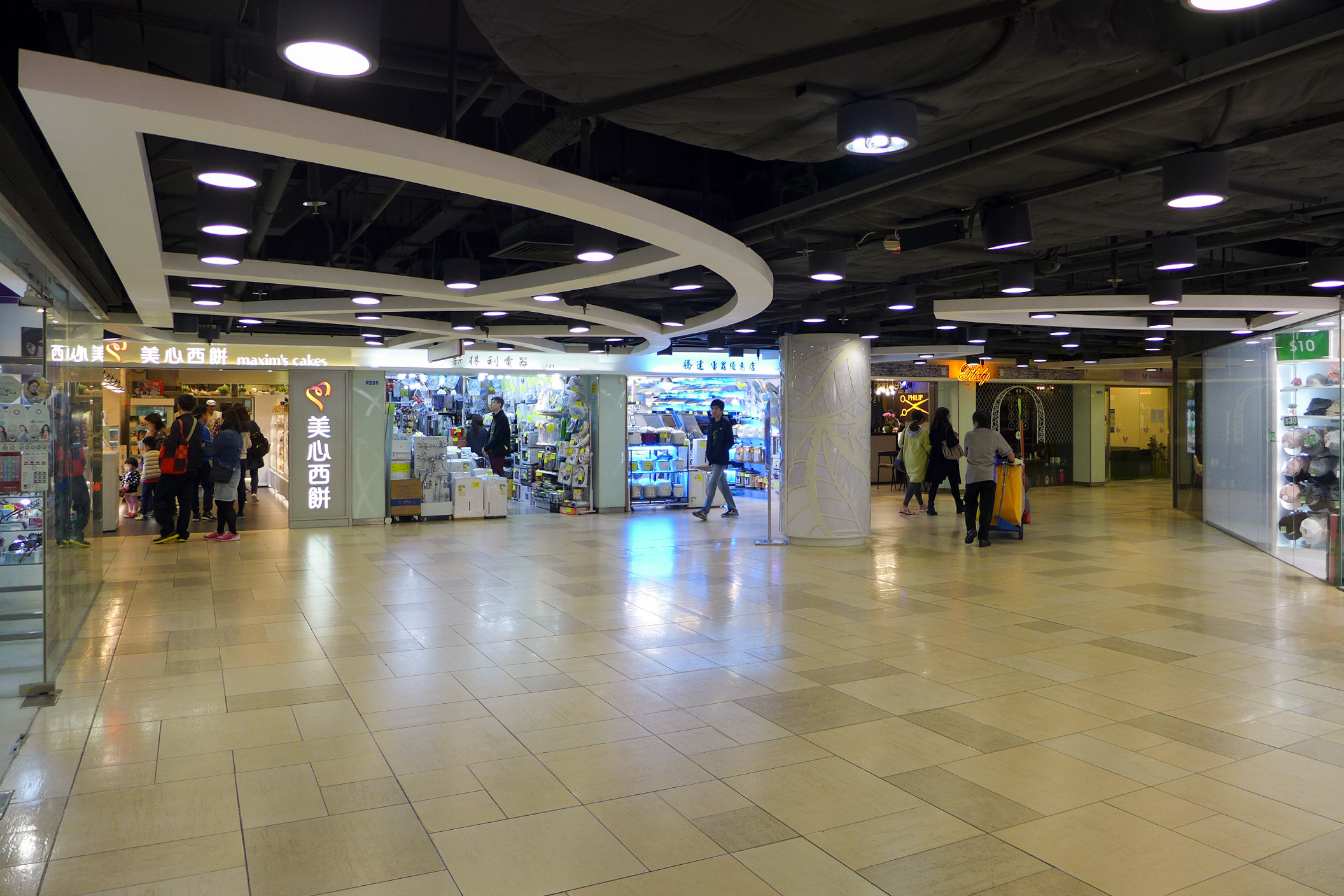
蝴蝶廣場2樓商店（2017年）

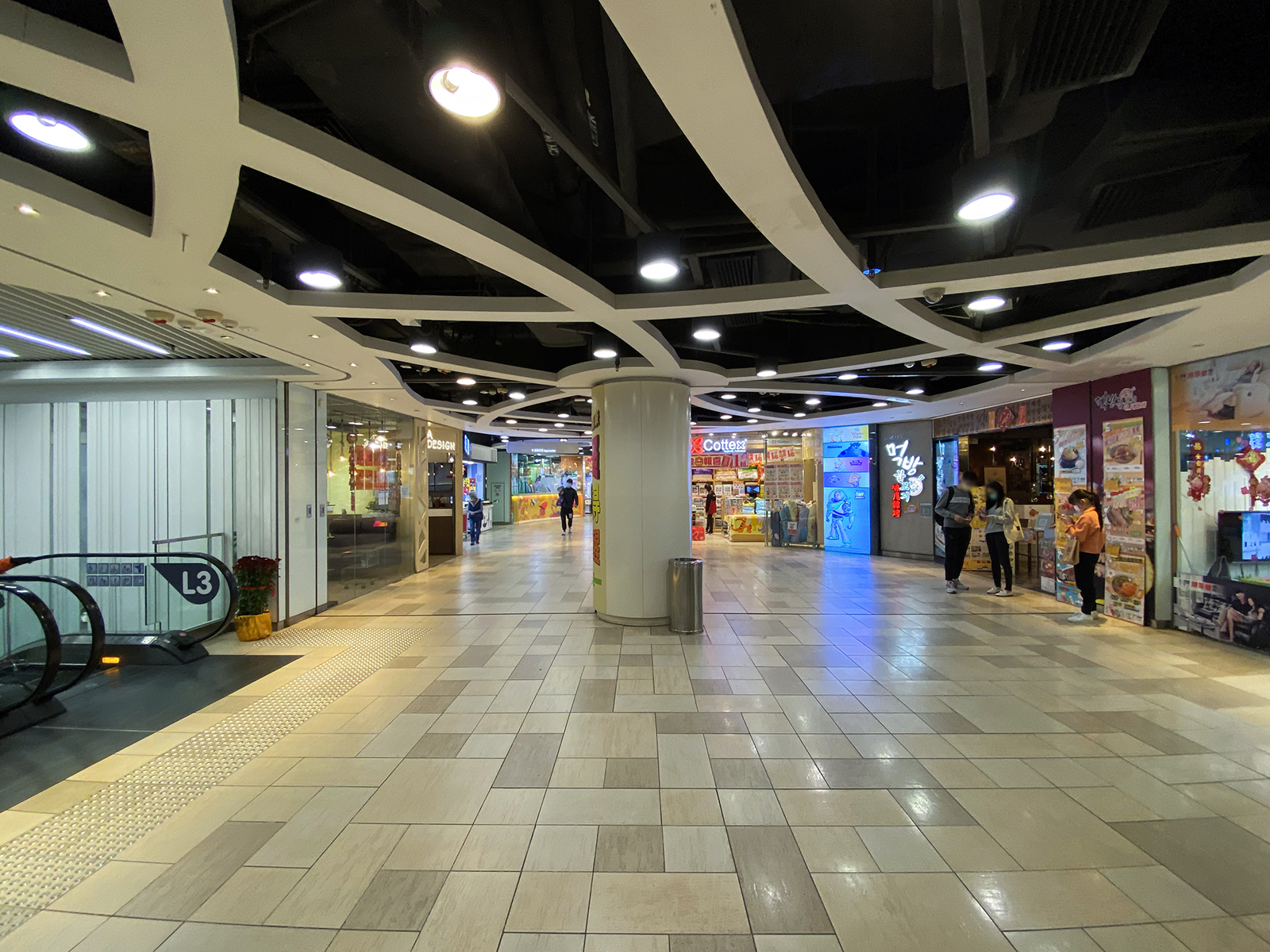
蝴蝶廣場3樓商店（2021年）

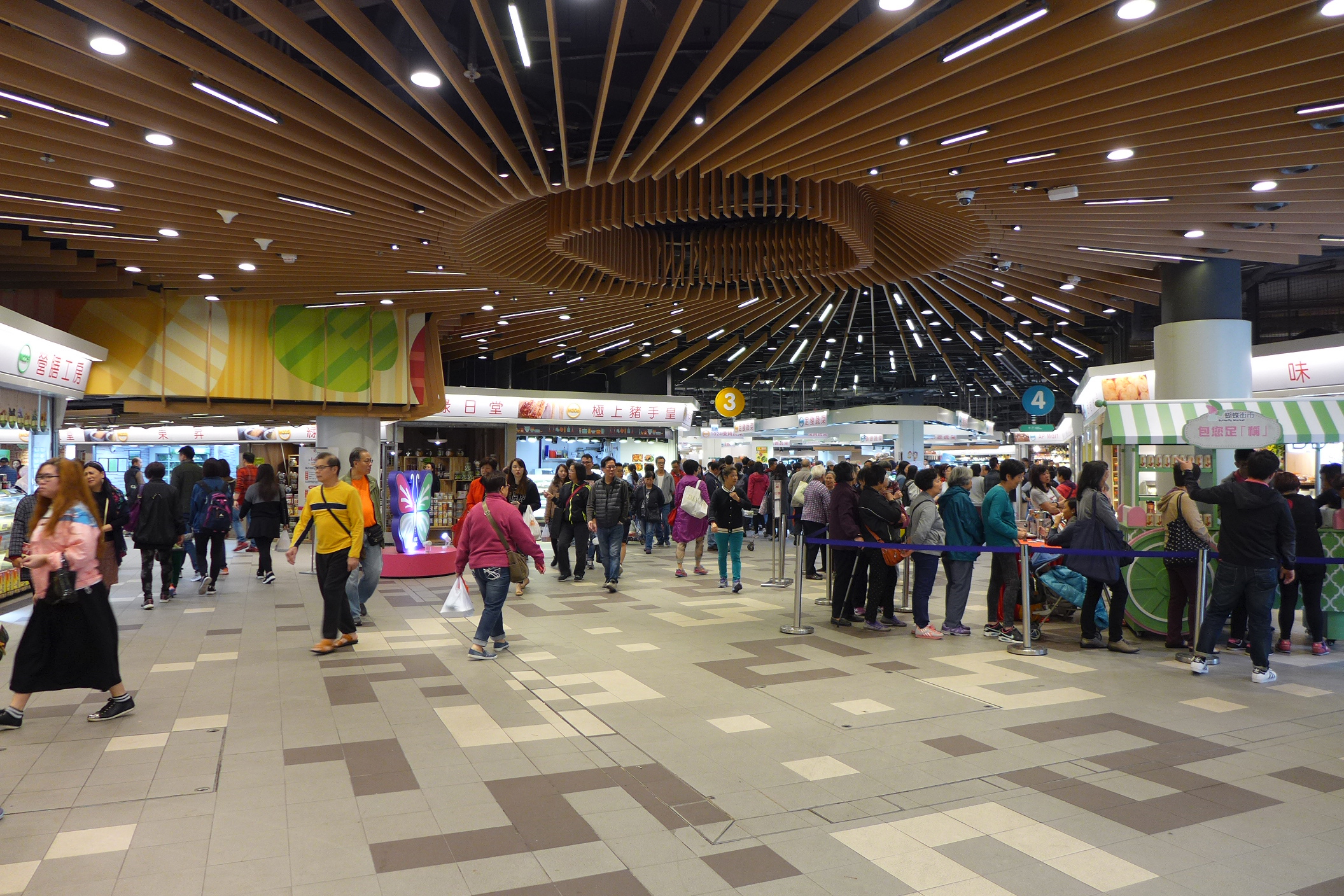
2016年翻新後的蝴蝶街市

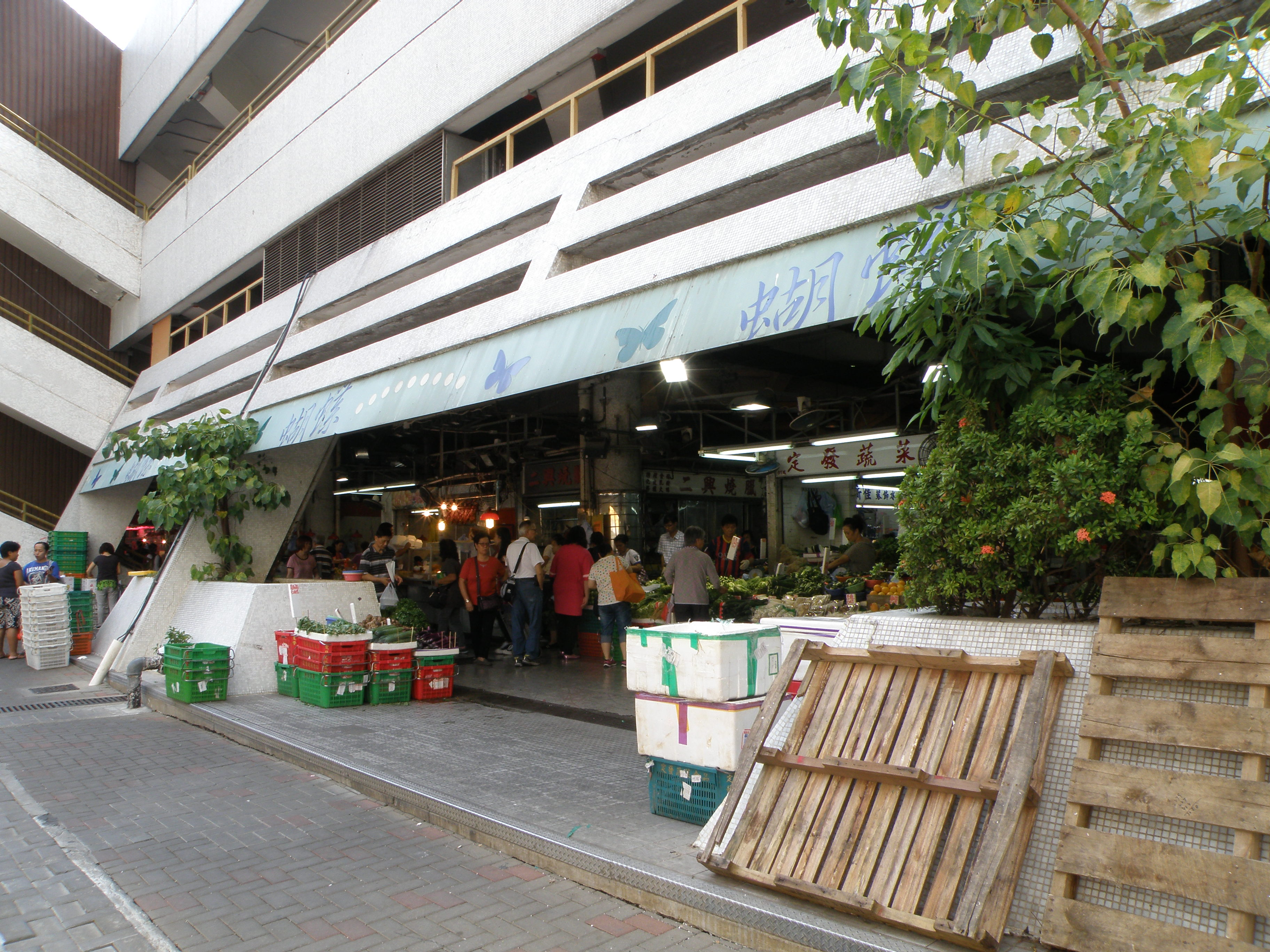
翻新前的蝴蝶邨街市 (2014年)

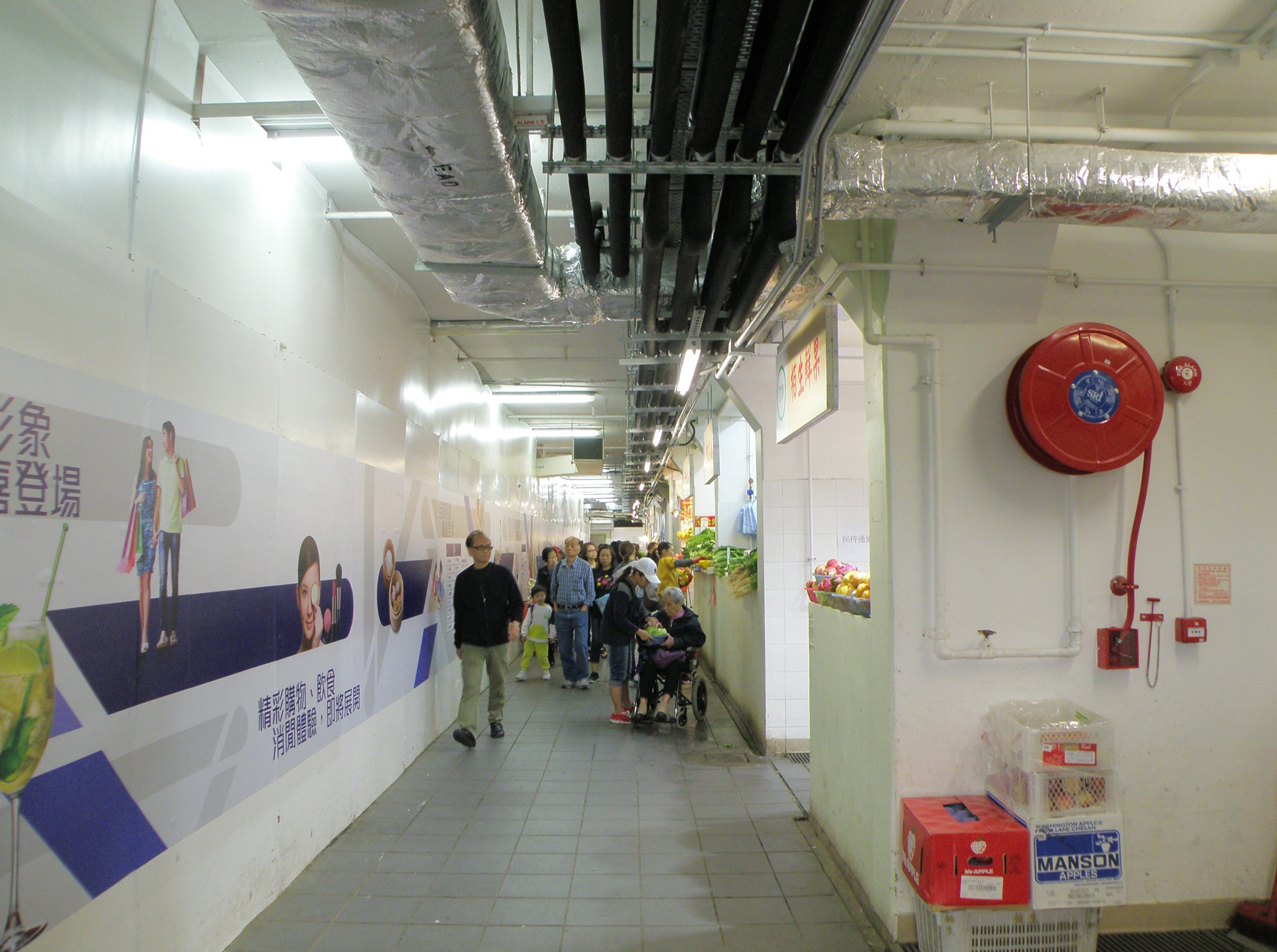
翻新中的蝴蝶街市（左）及臨時蝴蝶街市（右，已拆除）

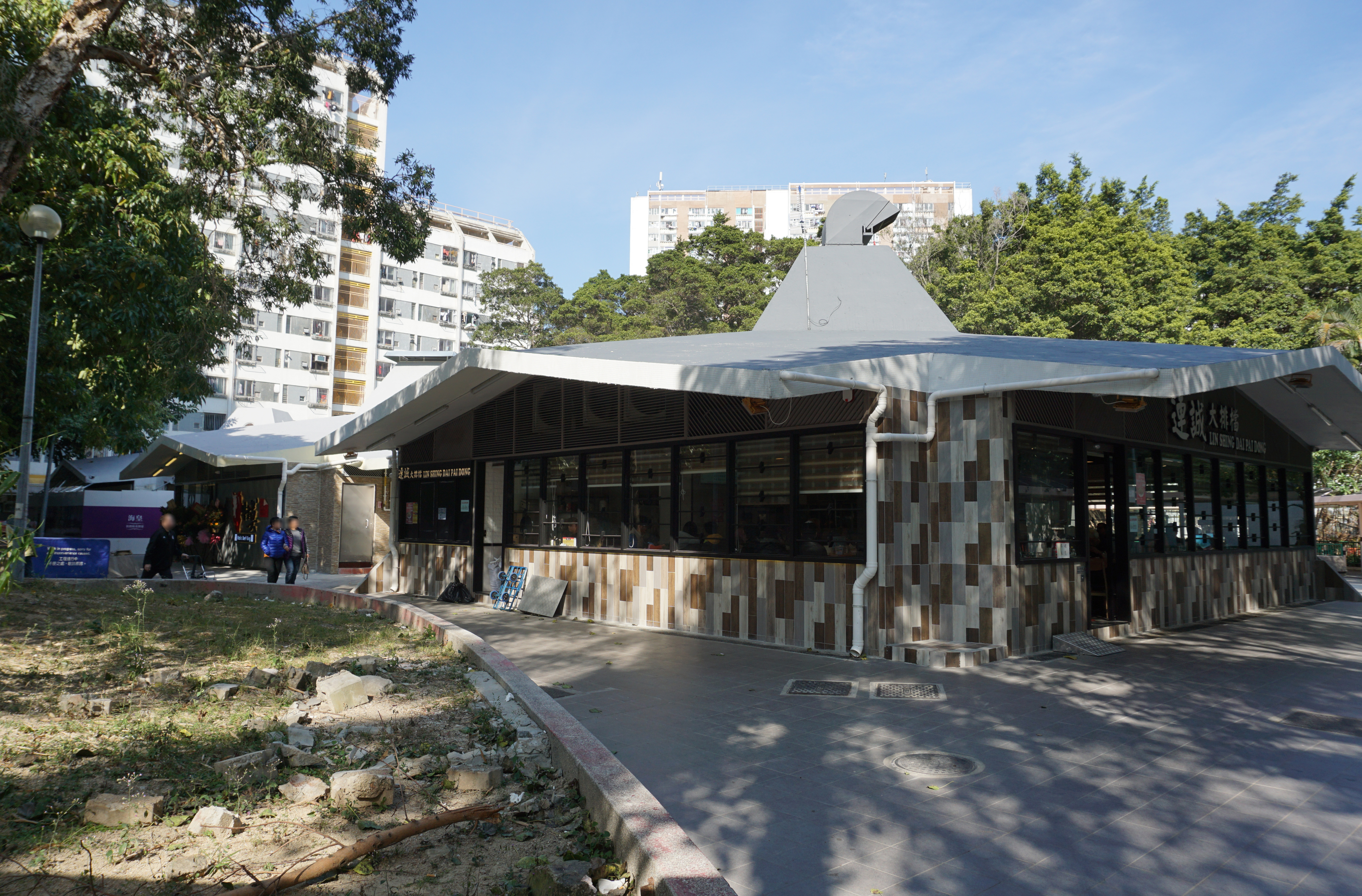
冬菇亭熟食檔

蝴蝶廣場（英語：Butterfly Plaza），前稱蝴蝶邨商場（英語：Butterfly Shopping Centre），是一個位於香港新界屯門蝴蝶邨的購物商場，於1983年落成，1984年1月28日正式對外開放。商場位於在蝴蝶邨內，主要為邨內居民提供日常需要，因而得名。除店舖及食肆外，商場於地下亦設有街市，名為「蝴蝶街市」。
該商場原來由香港房屋委員會管理，後來在2005年交由領展房地產投資信託基金（時稱領匯）管理，於2008年至2010年進行商場翻新工程，並引入不少商店、食肆和各種生活所需服務，並改名為「蝴蝶廣場」。商場另設313個車位，方便駕車人士，亦鄰近冬菇亭和鮮活街市。

## 簡介
蝴蝶廣場原稱蝴蝶邨商場，樓高3層，佔地28,400平方米，翻新後主要商戶以大型連鎖商戶為主，包括惠康超級市場、759阿信屋、中銀香港、萬寧等。食肆包括麥當勞餐廳（1992年12月開業）、大家樂等。此外，商場設有街市、蝴蝶郵政局及有313個車位的停車場。

## 翻新工程
領展於2016年的業積顯示，領展預估耗資3.29億元展開商場連街市翻新工程，是領展正在翻新的11商場中成本最高的。

### 商場
2008年，領展為商場進行翻新工程，成為屯門區旗下首個商場進行有關工程，不少小商戶不獲續約而結業。於2010年改稱為蝴蝶廣場。整個翻新工程於2010年年終完成，完成工程後，大堂位置的大樓梯及休息位置改建成為店鋪，商場地下及3樓的店鋪數目也有增加，商場也加入了不少連鎖店，包括日本城、惠康、美國冒險樂園等。
- 已結業的主要商戶
  - 恆昌書局（於2014年5月結業）
  - 美景超級市場（於2007年7月24日結業）
  - 大昌食品專門店（舊店於2015年結業，新店於2024年3月31日結業）
  - 冬菇亭大排檔（2016年4月開始翻新）
  - 榮泰興茶餐廳（於2015年結業）
  - 新樂快餐（於2015年結業）
  - 客家好廚（於2015年結業）
  - 椰林閣餐廳（已結業）
  - 龍翔酒家（已結業）
  - 虹橋餐廳（於2008年10月1日結業）
  - 虹橋海鮮酒家（於2008年11月30日結業）
  - 順景茶餐廳（已結業）
  - 誠興粉麵小館（已結業）
  - 德記食家（已結業）
  - 美心快餐（於1990年代末結業）
  - 一粥麵（已結業）
  - 海皇粥店（已結業）
  - 王老吉（已結業）
  - 波仔（於2014年10月結業）
  - 吉野家（於2022年8月2日結業）
  - 炑八韓烤（於2024年7月結業）

### 街市
2015年2月28日起，領展展開街市翻新工程，翻新工程期間，原有過百商戶中，只有22檔獲安排到臨時街市繼續經營。14個月後資產提升工程完成，2016年4月29日早上10點正式重開，變身為佔地30,000呎街市，為全港最大單層街市，由建華集團承包。但是，翻新後街市舖租高昂，魚檔月租約8萬，位於角落的燒味鋪月租7萬。所有商戶即使生意差亦不能轉場。

### 冬菇亭
到2016年3月，冬菇亭同時亦進行翻新，三檔開業多年的商戶，包括已有35年歷史的發財記、儲財記，以及祥順景因領展要求檔戶須租用整個冬菇亭單位，而被迫結業。

## 商舖（部份）
- 飲食
  - 明星海鮮燒鵝專門店
  - 川粵菜館
  - 雲貴軒
  - 大家樂
  - 麥當勞
  - 肯德基
  - 美心西餅
  - 聖安娜餅屋
  - 爭鮮迴轉壽司
  - 薩莉亞
  - 必勝客
  - 太興
  - 美心食品集團旗下的魚尚
  - 榮峰餐廳
- 超級市場
  - 惠康超級廣場
- 便利店
  - 7-11便利店
  - 759阿信屋
- 個人護理
  - 屈臣氏
  - 萬寧
- 銀行
  - 中國銀行 (香港)
  - 匯豐銀行櫃員機
  - 東亞銀行櫃員機
- 其他
  - 美國冒險樂園
  - 名視眼鏡中心
  - 眼鏡88
  - 日本城
  - 天天數碼攝影沖晒
  - 蝴蝶郵政局
  - Baleno

## 資料來源
1. ↑  .   [2020-02-21]. （原始内容存档于2020-02-21）.
2. ↑  .   [2016-06-08]. （原始内容存档于2016-10-14）.
3. ↑  . 蘋果日報. 2016-06-08  [2017-02-19]. （原始内容存档于2017-02-20）.
4. ↑  .   [2016-06-08]. （原始内容存档于2019-04-03）.

## 外部連結
- 蝴蝶廣場 官方網址 （页面存档备份，存于）